# Греки в Угорщині
Греки в Угорщині (грецька: Έλληνες, Ellines, угорська: Görögök) є однією з 13 офіційно визнаних національних меншин в Угорщині, законом про національні меншини прийнятим угорським парламентом 7 липня 1993. Угорський закон визнає «права осіб представників меншин, встановлює поняття колективних прав етнічних меншин і заявляє невід'ємне колективне право меншин на збереження своєї етнічної самобутності». Закон дозволяє також об'єднання, висування політичних партій етнічного або національного характеру, використання рідної мови. Щоб бути визнаними, етнічні групи повинні як мінімум 100 років проживати в країні і їх члени повинні бути громадянами Угорщини.
Перші переселення греків на територію нинішньої Угорщини (як частини Австро-Угорщини) були ще в XV і XVI століттях, але вони носили одиничний характер і складалися головним чином з високоосвічених осіб. Масова міграція не відбувалася до XVII століття, найбільші хвилі переселення припали на 1718 і 1760—1770 роки, вони були в основному пов'язані з економічними умовами в цей період. 10 тисяч греків емігрували в Угорщину в другій половині XVIII століття.
Сучасна грецька громада складається в основному з політичних біженців часів громадянської війни в Греції — всього 2509 осіб за переписом 2001 року.
У селі Нікос Белоянніс (грец. Μπελογιάννης), заснованому в 1950 році грецькими біженцями, на сьогоднішній день число греків становить приблизно 300 осіб, із загального населення в 1200 осіб.
Деякі видатні діячі угорської історії, включаючи Пала Телекі, мали грецьке походження.